# Ниязгулово (Абзелиловский район)
Ниязгулово (баш. Нияҙғол) — деревня в Абзелиловском районе Республики Башкортостан России, относится к Ташбулатовскому сельсовету.

## Население
| 1968 | 2002 | 2009 | 2010 |
| ---- | ---- | ---- | ---- |
| 253  | ↘186 | ↗228 | ↘168 |

Согласно переписи 2002 года, преобладающая национальность — башкиры (96 %).

## Географическое положение
Расстояние до:
- районного центра (Аскарово): 56 км,
- центра сельсовета (Ташбулатово): 10 км,
- ближайшей железнодорожной станции (Ташбулатово): 10 км.